# Bambie Thug
Bambie Ray Robinson (6 Març 1993) d'Irlanda, de nom d'escenari Bambie Thug , escriu cançons i és cantant. Barreja diversos gèneres en la seva música, que anomena "ouija-pop", com a menyspreu de tenir la música classificada en un únic gènere. La música de Robinson s'ha inspirat en diversos temes, incloses les ruptures de relacions, la bruixeria i la drogodependència.
Robinson representa Irlanda en el Festival de la Cançó d'Eurovisió 2024 després d'haver guanyat la final nacional irlandesa del Eurosong 2024 amb la cançó "Doomsday Blue". Després de la victòria a Eurosong 2024, tant la cançó com Robinson han tingut força ressò en els mitjans de difusió, especialment en els mitjans locals irlandesos, amb elogis i crítiques de personalitats i grups irlandesos. En el festival d'Eurovisió la cançó va classificar-se en la 1a semifinal (quedant en posició 3) i en la final va quedar en posició 6 amb 278 punts.

## Joventut
Bambie Ray Robinson va néixer a Macroom, en el Comtat de Cork, el 6 de març de 1994, de pare Suec i de mare de Cork, té tres germanes. Ha crescut a Macroom. Robinson va anar a Londres, gràcies a una borsa d'estudis, a estudiar dansa a Urdang Academy però després de trencar-se el braç va abandonar la dansa i va passar a fer estudis de teatre musical.

## Discografia

### EPs (Extended plays)
| Títol        | Detalls                                                                                           |
| ------------ | ------------------------------------------------------------------------------------------------- |
| Psilocyber   | - Publicat: 14 maig 2021 - Discogràfica: Unity Records - Formats: Descàrrega digital, streaming   |
| High Romancy | - Publicat: 27 octubre 2021 - Discogràfica: Smol Records - Formats: Descàrrega digital, streaming |
| Cathexis     | - Publicat: 13 octubre 2023 - Discogràfica: Haus of Thug - Formats: Descàrrega digital, streaming |

### Senzills
| Single                                           | Any  | Posició | Posició | Album o EP   |
| Single                                           | Any  | IRE     | LTU     | Album o EP   |
| ------------------------------------------------ | ---- | ------- | ------- | ------------ |
| "Birthday"                                       | 2021 | —       | —       | Psilocyber   |
| "P.M.P"                                          | 2021 | —       | —       | High Romancy |
| "Kawasaki (I Love It)"                           | 2022 | —       | —       | rowspan=5    |
| "Headbang"                                       | 2022 | —       | —       |              |
| "Tsunami (11:11)"                                | 2022 | —       | —       |              |
| "Merry Christmas Baby"                           | 2022 | —       | —       |              |
| "Egregore"                                       | 2023 | —       | —       |              |
| "Careless"                                       | 2023 | —       | —       | Cathexis     |
| "Last Summer (I Know What You Did)" (with Jinka) | 2023 | —       | —       | Cathexis     |
| "Doomsday Blue"                                  | 2023 | 37      | 71      | Cathexis     |
| "—" no publicada en aquell territori.            |      |         |         |              |